# IC 632
IC 632 је спирална галаксија у сазвјежђу Секстант која се налази на листи објеката дубоког неба у Индекс каталогу.
Деклинација објекта је - 0° 24' 35" а ректасцензија 10h 39m 11,8s. Привидна величина (магнитуда) објекта IC 632 износи 13,9 а фотографска магнитуда 14,8. IC 632 је још познат и под ознакама UGC 5792, MCG 0-27-35, CGCG 9-92, PGC 31673.